# Майское сельское поселение (Адыгея)
Майское сельское поселение — муниципальное образование в составе Кошехабльского муниципального района Республики Адыгея Российской Федерации.
Административный центр — посёлок Майский.

## Население
| 2002  | 2010  | 2011  | 2012  | 2013  | 2014  | 2015  |
| ----- | ----- | ----- | ----- | ----- | ----- | ----- |
| 2508  | ↗2726 | →2726 | ↘2686 | ↘2652 | ↘2639 | ↘2626 |
| 2016  | 2017  | 2018  | 2019  | 2020  | 2021  | 2023  |
| ↗2649 | ↘2646 | ↘2634 | ↘2572 | ↘2550 | ↗2556 | ↗2591 |
| 2024  |       |       |       |       |       |       |
| ↗2633 |       |       |       |       |       |       |

## Состав сельского поселения
| № | Населённый пункт | Тип населённого пункта          | Население |
| - | ---------------- | ------------------------------- | --------- |
| 1 | Майский          | посёлок, административный центр | ↗2403     |
| 2 | Красный          | хутор                           | ↗227      |
| 3 | Чехрак           | хутор                           | →3        |

## Национальный состав
По переписи населения 2010 года, из 2 726 проживающих в сельском поселении, 2 671 указали свою национальность:
- русские — 2 123 чел. (79,48 %),
- адыгейцы — 432 чел. (16,17 %),
- украинцы — 40 чел. (1,50 %),
- азербайджанцы — 15 чел. (0,56 %),
- белорусы — 13 чел. (0,49 %),
- татары — 10 чел. (0,37 %),
- другие — 38 чел. (1,42 %).

По данным переписи населения 2021 года из 2556 проживающих в сельском поселении, 2524 человека указали свою национальность
:
| Народ           | Численность, чел. | Доля от населения, % |
| --------------- | ----------------- | -------------------- |
| Русские         | 2 005             | 79,43 %              |
| Адыги (черкесы) | 361               | 14,30 %              |
| Армяне          | 59                | 2,33 %               |